# Club Cultural y Deportivo 17 de Agosto (futsal)
El futsal es una de las secciones deportivas del Club Cultural y Deportivo 17 de Agosto, entidad ubicada en el barrio de Villa Pueyrredón, Buenos Aires, Argentina.
El club se incorporó al futsal en 1999, siendo su deporte más importante en la actualidad.
Actualmente participa en la Primera División, la máxima categoría del futsal argentino. Junto con su máximo rival, Pinocho, protagoniza el clásico del futsal argentino.

## Historia

### Inicios
Inició su participación en la Primera B de futsal en 1999.
En la temporada 2000, 17 de Agosto obtuvo el Torneo Apertura accediendo a la final por el primer ascenso donde enfrentó a Cervantes, ganador del Clausura. Tras igualar en los 2 partidos, 17 de Agosto se impuso en la prórroga y se quedó con el primer ascenso.
Sin embargo, la AFA sancionó a ambos clubes por incidentes ocurridos durante la final y 17 de Agosto quedó relegado del futsal durante 2001.
El club volvió a la Primera B para la temporada 2002 luego de que la AFA le levantara la sanción.
En 2003 volvió a obtener el campeonato de Primera B y consiguió el ascenso a Primera División, donde permanecería hasta el día de hoy.

### Primera copa de Primera División
En la temporada 2019, disputado a 2 ruedas todos contra todos, 17 de Agosto realizó una buena campaña en la primera rueda, logrando quedar entre los 8 primeros de la tabla de posiciones.
Por ésta condición, se clasificó a la primera edición de la Copa de Oro, una nueva copa de Primera División que enfrentaba a los mejores equipos del primer semestre del año antes del inicio de la segunda rueda. En los cuartos de final, enfrentó a El Talar, donde venció por 3 a 2. En las semifinales enfrentó a Barracas Central, que venía de eliminar a SECLA. Tras igualar 1 a 1, venció en los penales y se clasificó a la final.
En la final, enfrentó a Boca Juniors, que venía de eliminar al último campeón de primera San Lorenzo de Almagro. Tras estar 2 veces en ventaja, logró igualar el marcador luego de que Boca lo dio vuelta, finalizando 3 a 3. En los penales, Freijo Riveras, atajó todos las ejecuciones del xeneize siendo vital para la victoria por 2 a 0. Así, 17 de Agosto obtuvo su primer conquista de Primera División.

### Segunda Copa de Primera División
Luego de obtener el subcampeonato en la Copa Argentina 2023, obtiene su segunda Copa de Oro, en la ciudad de Rosario al vencer en la final a SECLA.

## Plantel 2024

### Jugadores
| Número | Nac.      | Nombre                   | Posición  |
| ------ | --------- | ------------------------ | --------- |
| 2      | Argentina | Juan Cruz Freijo Riveras | Arquero   |
| 22     | Argentina | Ariel Silva              | Arquero   |
| x      | Argentina | Agustin Teplitzky        | Arquero   |
| x      | Argentina | Manuel Antar             | Cierre    |
| 15     | Argentina | Mauro Taffarel           | Cierre    |
| x      | Uruguay   | Maximiliano Navarro      | Cierre    |
| 10     | Argentina | Matías Soñer             | Ala       |
| 14     | Argentina | Pablo Méndez             | Ala       |
| x      | Argentina | Iván Monteros            | Ala       |
| 7      | Paraguay  | Lucas Suárez             | Ala       |
| 6      | Argentina | Nicolás Lachaga          | Ala       |
| x      | Argentina | Lucas Martínez Riveras   | Ala       |
| 11     | Argentina | Martin Dorda             | Ala-Pívot |
| 9      | Argentina | Emiliano Silva           | Pívot     |
| 25     | Argentina | Matías Sanz              | Pívot     |
| x      | Argentina | Santiago Angeloff        | Pívot     |

#### Cuerpo Técnico
| Nac.      | Nombre          | Posición          |
| --------- | --------------- | ----------------- |
| Argentina | Sebastián Lopez | Director Técnico  |
| Argentina | Pablo Cialdella | Ayudante de campo |
| Argentina | Manuel Brandon  | Preparador físico |
| Argentina | Diego Lucchesi  | Ent. de arqueros  |
| Argentina | Ramiro Bustos   | Kinesiólogo       |

## Palmarés
- Primera División "B": 2 (2000; 2003)

### Copas de Primera División
- Copa de Oro: 2 (2019; 2023)

## Datos del club
- Temporadas en Primera División: 20 (2004 — )
- Temporadas en Primera B: 4 (1999; 2000; 2002; 2003)